# Rubik (Albania)
Rubik è una frazione del comune di Mirdizia in Albania (prefettura di Alessio).
Fino alla riforma amministrativa del 2015 era comune autonomo, dopo la riforma è stato accorpato, insieme agli ex-comuni di Fan, Kaçinar, Kthellë, Orosh, Rrëshen e Selitë a costituire la municipalità di Mirdizia.

## Località
- Fierz
- Fang
- Bulshize
- Katund i Vjeter
- Rrasfik
- Vau Shkjez
- Rreja Veles
- Rraja Zezë
- Livadhëz

- Munaz
- Rrethi i Epërm